# Catedral de l'Àrtida
La catedral de l'Àrtida (Ishavskatedralen, en noruec) és com popularment es coneix l'església de Tromsdalen (Tromsdalen kirke, Tromsøysund kirke, en noruec) és una església de Tromsø, (Noruega,) inaugurada el 1965. Des del punt de vista eclesiàstic, no és una catedral, sinó una església parroquial.

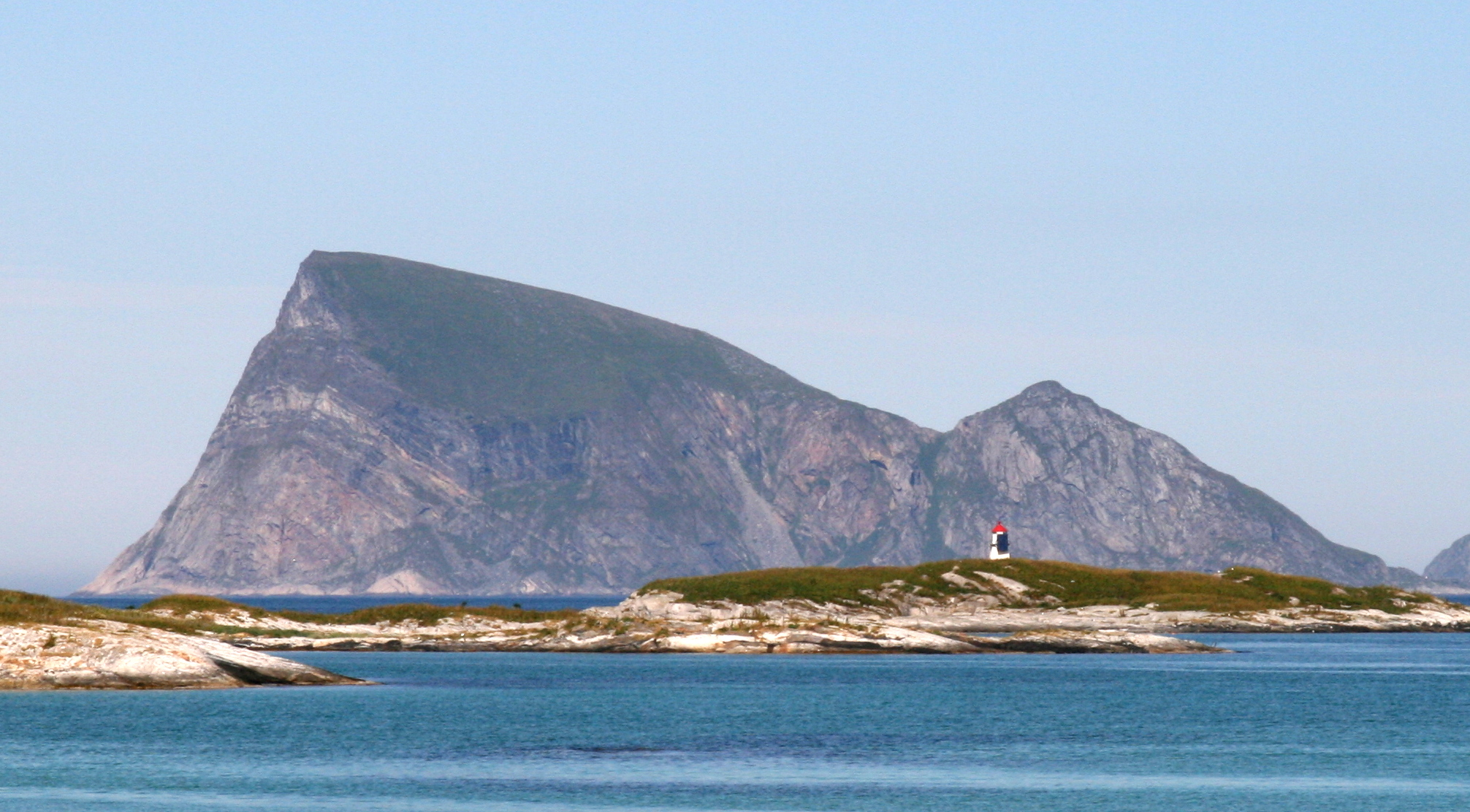
Håja, illa en què es va inspirar l'arquitecte de l'església de Tromsdalen

És obra de l'arquitecte Jan Inge Hovig (1920-1970) que, per al seu disseny, es va inspirar en la forma d'una illa anomenada Håja situada al nord del poble de Sommarøy. Els principals materials usats en la construcció d'aquesta església són el vidre i el formigó. La vista lateral mostra onze grans elements de formigó recoberts d'alumini; els set primers es van reduint en alçada fins al nivell més baix d'un setè, que marca la transició entre la nau i el cor, seguit de tres elements més, d'altura ascendent. L'amplada de la nau també es va reduint des de la façana fins al lloc de transició i es torna a eixamplar en el cor. En la façana principal, orientada a l'oest, una gran creu de formigó dona suport al primer element lateral de formigó. La façana posterior és un enorme vitrall obra de Viktor Sparre.
Tot i ser una església moderna, de 2002 a 2009 s'hi van fer obres de restauració perquè mostrava signes de degradació a causa de l'acció atmosfèrica. El Ministeri d'Educació i Medi Ambient de l'Església va catalogar-la com a església de valor antiquari i, com a tal, qualsevol canvi que s'hi faci ha de ser assessorat per una comissió especialitzada. És considerada una de les principals obres arquitectòniques de Noruega del segle xx i és la segona atracció turística de la regió.
La Ishavskatedralen de Tromsø està representada en una moneda de col·leccionisme.